# محافظات أرمينيا
تُقسم أرمينيا إلى عشر محافظات (بالأرمنية: Մարզ)‏ (تُلفظ مارز وجمعها مارزير) بالإضافة إلى يريفان عاصمة البلاد. الرئيس التنفيذي في كل من المحافظات العشر يدعى مارتزبت أي (حاكم مارتز) وتعينه حكومة أرمينيا. في يريفان، الرئيس التنفيذي هو رئيس البلدية المعين من قبل الرئيس.
في كل محافظة توجد مجتمعات. كل مجتمع ذاتي الحكم بحد ذاته ويتكون من مستوطنة أو أكثر. تصنف المستوطنات إما بلدات أو قرى. اعتبارا من عام 2007، ضمت أرمينيا 915 مجتمعاً محلياً، 49 منها في المناطق الحضرية و 866 تعتبر ريفية. تمتلك العاصمة يريفان أيضاً صفة مجتمع. بالإضافة إلى ذلك تقسم يريفان إلى اثنتي عشرة مقاطعة تتمتع بحكم شبه ذاتي.

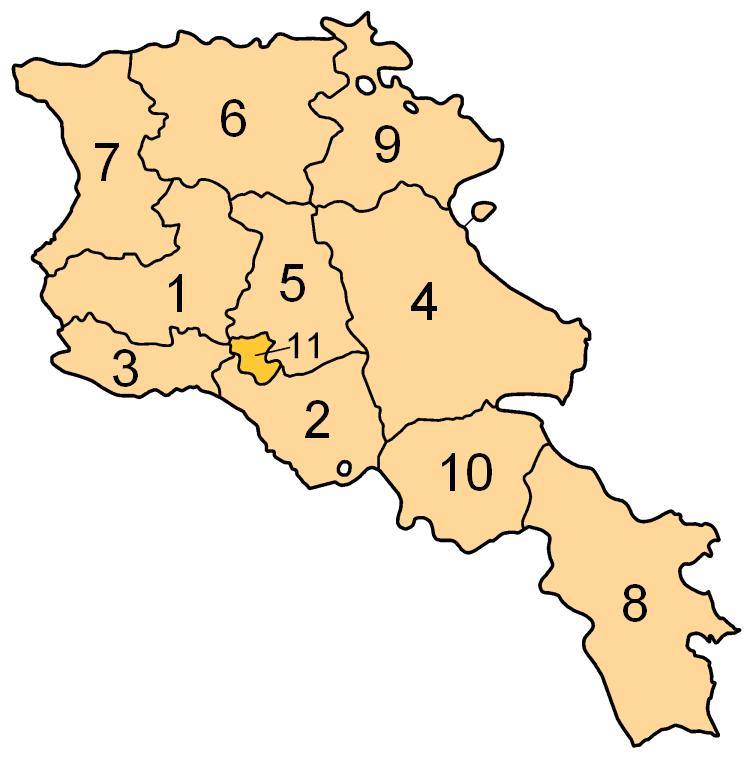
مقاطعات أرمينيا.

| #  | المحافظة                        | العاصمة                | المساحة   | تعداد السكان |
| -- | ------------------------------- | ---------------------- | --------- | ------------ |
| 1  | محافظة أراغاتسوتن (Արագածոտն)   | أشتاراك (Աշտարակ)      | 2,753 كم² | 126,278      |
| 2  | محافظة أرارات (Արարատ)          | أرتاشات (Արտաշատ)      | 2,096 كم² | 252,665      |
| 3  | محافظة أرمافير (Արմավիր)        | أرمافير (Արմավիր)      | 1,242 كم² | 255,861      |
| 4  | محافظة غيغاركونيك (Գեղարքունիք) | غافار (Գավառ)          | 5,348 كم² | 215,371      |
| 5  | محافظة كوتايك (Կոտայք)          | هرازدان (Հրազդան)      | 2,089 كم² | 241,337      |
| 6  | محافظة لوري (Լոռի)              | فانادزور (Վանաձոր)     | 3,789 كم² | 253,351      |
| 7  | محافظة شيراك (Շիրակ)            | غيومري (Գյումրի)       | 2,681 كم² | 257,242      |
| 8  | محافظة سيونيك (Սյունիք)         | كابان (Կապան)          | 4,506 كم² | 134,061      |
| 9  | محافظة تافوش (Տավուշ)           | إيجوان (Իջևան)         | 2,704 كم² | 121,963      |
| 10 | محافظة فايوتس جور (Վայոց Ձոր)   | يغيغنادزور (Եղեգնաձոր) | 2,308 كم² | 53,230       |
| 11 | يريفان (Երևան)                  | –                      | 227 كم²   | 1,091,235    |